# Talitha Bor
Talitha Bor eller Jota Ursae Majoris (ι Ursae Majoris, förkortat Jota UMa, ι UMa) som är stjärnans Bayerbeteckning, är en kombination av två dubbelstjärnor belägen i den västra delen av stjärnbilden Stora Björnen. Den har en skenbar magnitud på 3,14 och är synlig för blotta ögat som en av de ljusaste stjärnorna i stjärnbilden. Baserat på parallaxmätning inom Hipparcosuppdraget på ca 68,9 mas, beräknas den befinna sig på ett avstånd av ca 47 ljusår (ca 15 parsek) från solen.

## Nomenklatur
Jota Ursae Majoris har de traditionella namnen Talitha, Talitha Borealis och Alphikra Borealis. Talitha, som delades med Kappa Ursae Majoris kommer från den arabiska frasen Al Fiḳrah al Thalitha "den tredje källan eller ghazalens språng". Begreppet Borealis betyder "norra sidan" på latin. År 2016 organiserade Internationella astronomiska unionen en arbetsgrupp för stjärnnamn (WGSN) med uppgift att katalogisera och standardisera riktiga namn för stjärnor.  WGSN:s första bulletin i juli 2016 innehöll en tabell över de första två satserna av namn som fastställts av WGSN där Talitha ingår för denna stjärna.

## Egenskaper
Primärstjärnan i Jota Ursae Majoris är en gul till vit underjättestjärna av spektralklass F0IV-V. Den ingår i en spektroskopisk dubbelstjärna vars komponenter har en omloppsperiod på 4,028 dygn, med en följeslagare, som inte har observerats direkt, men anses vara en vit dvärg med en massa på 1,0 ± 0,3 av solens. Primärstjärnan har en massa som är omkring 70 procent större än solens massa och utsänder från dess fotosfär ca 10 gånger mer energi än solen vid en effektiv temperatur på ca 7 250 K. 
I konstellationen ingår också en dubbelstjärna bestående av två stjärnor av 9:e respektive 10:e magnituden, båda röda dvärgar. Dessa, som betecknas Jota Ursae Majoris B och C, kretsar kring varandra med en omloppsperiod av 39,7 år och är separerade med ca 0,7 bågsekunder, eller minst 10 AE. Detta par kan vara källan till röntgenstrålning som detekteras från konstellationen.
De två dubbelstjärnorna i Jota Ursae Majoris kretsar runt varandra med en period på 2 084 år. Den skenbara separationen mellan de två delsystemen minskar snabbt när de följer sina banor. År 1841, när B-komponenten först upptäcktes, hade de en separation av 10,7 bågsekunder eller minst 156 AE. År 1971 hade deras separation minskat till 4,5 bågsekunder, eller minst 66 AE.